# Billy Crystal
William "Billy" Edward Crystal (Nova Iorque, 14 de março de 1948) é um ator, escritor, produtor, comediante e diretor norte-americano.
Seus pais são judeus-americanos, chamados Jack e Helen. Jack Crystal, seu pai, trabalhava no Commodore Music Shop.
Crystal entrou na Universidade Marshall em Huntington, Virgínia Ocidental com uma bolsa de estudos como atleta de baseball, jogo que aprendeu com seu pai. Contudo, ele nunca jogou em Marshall, e a bolsa foi suspensa no seu primeiro ano. Crystal, então, retornou para Nova Iorque com sua futura esposa, Janice Goldfinger, com quem teve duas filhas. Estudou direção de cinema e televisão na Universidade de Nova Iorque.
Entre seus maiores sucessos, estão os filmes Jogue a Mamãe do Trem, City Slickers, When Harry Met Sally..., Máfia no Divã e a animação Monstros S.A, no qual fez a voz do personagem Mike Wazowski.
Em 2021, o ator levou para a Broadway uma versão musical do seu filme Mr. Saturday Night, de 1992. Sua performance nos palcos lhe rendeu uma indicação ao Tony Awards.
Billy Crystal já apresentou nove vezes a entrega do prêmio Oscar, o que lhe rendeu diversas vitórias no Emmy. Possui uma estrela na Calçada da Fama, localizada em 6925 Hollywood Boulevard.

## Filmografia
| Ano  | Filme                            | Papel                         | Observações                            |
| ---- | -------------------------------- | ----------------------------- | -------------------------------------- |
| 1984 | This is Spinal Tap               | Morty                         |                                        |
| 1986 | Running Scared                   | Danny Costanzo                |                                        |
| 1987 | Jogue a Mamãe do Trem            | Larry                         |                                        |
| 1987 | A Princesa Prometida             | Miracle Max                   |                                        |
| 1989 | Harry e Sally                    | Harry                         |                                        |
| 1991 | A vida, o amor... e as vacas     | Mitch Robbins                 |                                        |
| 1995 | Esqueça Paris                    | Mickey Gordon                 | *Também diretor, roteirista e produtor |
| 1996 | Hamlet                           |                               |                                        |
| 1997 | Um Dia, Dois Pais                | Jack Lawrence                 |                                        |
| 1997 | Desconstruindo Harry             | Larry                         |                                        |
| 1998 | Meu Gigante Favorito             | Sammy                         | *Criador da ideia original e Produtor  |
| 1999 | Máfia no Divã                    | Dr. Ben Sobel                 | *Produtor                              |
| 2000 | As Aventuras de Alceu e Dentinho | Vendedor                      |                                        |
| 2001 | Os Queridinhos da América        | Lee Phillips                  | *Roteirista e Produtor                 |
| 2001 | Monstros S.A.                    | Mike Wazowski                 |                                        |
| 2001 | A Máfia Volta ao Divã            | Dr. Ben Sobel                 | *Produtor                              |
| 2004 | O Castelo Animado                | Calcifer (Dublagem Americana) |                                        |
| 2007 | Sicko - S.O.S. Saúde             | Ele Mesmo                     |                                        |
| 2010 | O Fada do Dente                  | Jerry                         |                                        |
| 2010 | Eu Ainda Estou Aqui              | Ele Mesmo                     |                                        |
| 2011 | The Love We Make                 | Ele Mesmo                     |                                        |
| 2011 | Jerry Lewis - Loucura e Método   | Ele Mesmo                     |                                        |
| 2012 | Uma Família em Apuros            | Artie Decker                  | *Criador da ideia original e Produtor  |
| 2013 | Universidade Monstros            | Mike Wazowski                 |                                        |
| 2015 | The Comedians                    | Billy                         | *Série de TV *Produtor e Criador       |
| 2020 | Onward                           | Wes                           |                                        |
| 2021 | Here Today                       | Charlie Burnz                 |                                        |

## Prêmio
Globo de Ouro
- Recebeu três indicações como Melhor Ator, por Harry e Sally - Feitos um para o outro" (1989), Amigos, sempre amigos (1991) e Mr. Saturday Night - A arte de fazer rir (1992).

MTV Movie Awards
- Venceu na categoria de Melhor Comediante por Amigos, sempre amigos, em 1991.

Framboesa de Ouro
- Indicado na categoria de Pior Remake ou Sequência por Em busca do ouro perdido, em 1994.

Tony Awards
- Indicado na categoria de Melhor Ator em um Musical, por Mr. Saturday Night , em 2022.